# رولاند دورسيلي
رولاند دورسيلي (بالفرنسية: Roland Dorcely)‏ (مواليد 1930) هو رسام هايتي. ولد في بورت أو برانس، عرضت أعماله في الولايات المتحدة وفرنسا وكندا وكولومبيا. وفي مدينة نيويورك متحف الفن الحديث.